# Alsace d'abord
Alsace d'abord (alsacià S' Elsass zuerst) és un partit polític alsacià d'extrema dreta que pretén reunir les forces regionalistes, europeistes i identitàries de la regió francesa d'Alsàcia.

## Història
El partit fou fundat l'any 1989 per Robert Spieler, exdiputat dissident del Front National. Posteriorment, el 1998, Alsace d'abord passà a dir-se Mouvement régionaliste alsacien. Ara bé, l'any 2002, recuperarà la seva denominació original després de la incorporació d'antics militants del Mouvement national républicain (partit fundat per dissidents del FN), així com d'altres partits d'àmbit estatal com la Unió per a la Democràcia Francesa o el RPR.

## Resultats electorals
A les darreres eleccions regionals, les del 2004, Alsace d'abord va perdre tots els escons de què disposava fins aquell moment al Consell Regional d'Alsàcia. Com a conseqüència de la barrera electoral del 10%, Alsace d'abord no va poder passar a la segona volta, perdent així els nou diputats obtinguts el 1998. La candidatura al Consell Regional alsacià, que encapçalava el fundador del partit, Spieler, va obtenir en el conjunt de la regió 62.253 vots, el que suposa un 9,42% dels vots emesos en la primera volta. Per departaments, Alsace d'abord va aconseguir un 9,38% a l'Alt Rin i un 9,44% al departament del Baix Rin. Per a la segona volta d'aquests comicis, Alsace d'abord no va donar cap consigna de vot als seus electors.
Quant a les eleccions als consells generals, celebrades en les mateixes dates que les regionals -l'any 2004 només es renovaven la meitat dels consellers generals-, Alsace d'abord només va aconseguir representació al departament de l'Alt Rin. En el cantó de Sainte-Marie-aux-Mines, l'únic de tota la regió en què un candidat d'Alsace d'abord havia aconseguit passar a la segona volta de les eleccions cantonals, l'exconseller regional Christian Chaton va obtenir l'escó derrotant per pocs vots dos altres candidats.